# Infravisión
Es una cualidad ficticia presente únicamente en ciertas razas de la Literatura fantástica.
La infravisión es la capacidad por la cual un individuo es capaz de percibir el entorno que le rodea mediante sus propios ojos, obteniendo una imagen a partir de una gama de colores definida en función del calor desprendido por todo aquello situado en su radio de visión. La tonalidad percibida va en función de la temperatura despedida por el objeto o cuerpo a visualizar, partiendo del rojo intenso, cuando desprende más calor, hasta colores apagados, como el gris, casi imperceptibles cuando el calor emitido es menor, lo que significa que cuanto menos calor desprenda el cuerpo u objeto más fácil le resultará pasar desapercibido ante el individuo. Permite pues ver literalmente, en la oscuridad.
- Datos: Q3150904